# Cykelshorts
Cykelshorts (eller -bukser; fås både i en lang og kort version), bruges, som navnet antyder, til cykling. Cykelshorts er lavet i et svedtransporterende og afkølende materiale (gerne Lycra), som giver en tætsiddende pasform. Cykelshorts har typisk et indlæg (pude) af skind, som beskytter cyklistens skridt mod friktion og gør bukserne mere behagelige at have på, når man sidder i lang tid på cyklen. Mange tror, at man skal bruge underbukser under cykelbukserne, men det skal man ikke. Det vil nemlig have modsatte virkning. Det vil øge friktionen og give siddesår. Døjer du med sår i skridtet, så er det vigtigt at bruge buksefedt, som afhjælper dette og også beskytter imod infektion.
Der er stor forskel på cykelbukser og mærker, men ofte følger prisen også kvaliteten.